# Ilex cissoidea
Ilex cissoidea är en järneksväxtart som beskrevs av Ludwig Eduard Loesener. Ilex cissoidea ingår i släktet järnekar, och familjen järneksväxter. Inga underarter finns listade i Catalogue of Life.